# Change (Every Little Thing)
《Change》是Every Little Thing在2010年2月24日公開的第38首單曲作品。

## 簡介
本單曲限定銷售1万枚，是自2000年的「Rescue me／Smile Again」以來再次推出限定生生產盤。
作曲和編曲均是由連續三張作品負責相同工作的五十嵐充擔當。

## 收錄樂曲
- Change（作詞：持田香織 / 作曲：五十嵐充 / 編曲：五十嵐充 & Every Little Thing）
  - AEON企業CM音樂
- Change（Instrumental）